# NGC 5948
NGC 5948 — двойная звезда в созвездии Змеи.
Этот объект входит в число перечисленных в оригинальной редакции «Нового общего каталога».